# トウカイナガレホトケドジョウ
トウカイナガレホトケドジョウ（東海流仏泥鰌、学名: Lefua tokaiensis）は、フクドジョウ科の淡水魚。
日本固有種であり、2019年に新種として記載された。形態的にはナガレホトケドジョウに酷似しているが、遺伝子的にはホトケドジョウに似ているという特徴を持つ種である。

## 分布
静岡県西部から愛知県東部に生息する。ナガレホトケドジョウと分布域は重ならない。

## 形態
体長は4-8cm。体は細長く、縦偏した丸い頭部と側偏した胴部・尾部を持つ。鼻孔に1対、口部に3対の、計4対8本の口髭を有する。腹鰭基部は背鰭基部よりかなり前方。尾鰭後縁はやや直線的で、丸い。眼は比較的小さく、体のやや側部に位置する。吻端から眼にかけて明瞭な縦条模様をもつ。ナガレホトケドジョウとは、背鰭と尾鰭の小さな淡い黒斑の存在、尾鰭基部の明瞭でない黒い帯の存在、直角に近い形状をした尾鰭の先端、4個の下尾骨によって形態的に識別される。

## 生態
河川源流から上流部の、岩礫から砂礫底の流れのある、樹林に囲まれた、小規模な瀬と淵と淀みが連続する環境に生息する。卵からふ化した仔魚は浮遊期を持たず、底生生活にすぐ入る。成熟には2-3年を要する。寿命は長く、15年程度生きることが知られている。底生の水生昆虫等を食べる雑食性。繁殖行動や初期の発生はナガレホトケドジョウと同じと考えられている。そのためここでは、「ナガレホトケドジョウ」の繁殖行動等を記載する。以下。
「繁殖期は5-7月で、夜間に植生のない岩の下などの狭い隙間において、1尾のメスに複数のオスが追尾して卵黄径が約1.4mmの卵をばら撒く。卵からふ化した仔魚は浮遊期を持たず、底生生活にすぐ入る。成熟には2-3年を要する。寿命は長く、15年程度生きることが知られている。底生の小動物を食す雑食性。」

## 保全状況
絶滅危惧IB類 (EN)（環境省レッドリスト）
環境省が取り纏める「環境省レッドリスト2020」では、絶滅危惧IB類に指定されている。